# Долгое (Курский район)
До́лгое — деревня Курском районе Курской области России. Административный центр Клюквинского сельсовета.

## География
Находится в центре региона, в южной части района, вблизи реки Сейм. К деревне примыкает с запада деревня Дурнево. К востоку находится село Клюква.
Климат
Долгое, как и весь район, расположено в поясе умеренно континентального климата с тёплым летом и относительно тёплой зимой (Dfb в классификации Кёппена).
| Показатель                                                                      | Янв. | Фев. | Март | Апр. | Май  | Июнь | Июль | Авг. | Сен. | Окт. | Нояб. | Дек. | Год  |
| ------------------------------------------------------------------------------- | ---- | ---- | ---- | ---- | ---- | ---- | ---- | ---- | ---- | ---- | ----- | ---- | ---- |
| Средний суточный максимум, °C                                                   | −4,2 | −3,3 | 2,6  | 13   | 19,4 | 22,7 | 25,4 | 24,7 | 18,2 | 10,5 | 3,2   | −1,3 | 10,9 |
| Средняя температура, °C                                                         | −6,3 | −5,9 | −1   | 8,1  | 14,7 | 18,3 | 21   | 20   | 14   | 7,2  | 1     | −3,2 | 7,3  |
| Средний суточный минимум, °C                                                    | −8,9 | −9   | −5,2 | 2,6  | 8,9  | 12,9 | 15,8 | 14,8 | 9,6  | 3,9  | −1,3  | −5,4 | 3,2  |
| Норма осадков, мм                                                               | 51   | 44   | 47   | 50   | 60   | 68   | 70   | 55   | 59   | 59   | 46    | 48   | 657  |
| Источник: Погода по месяцам c ru.climate-data.org(дата обращения: Февраль 2022) |      |      |      |      |      |      |      |      |      |      |       |      |      |

Часовой пояс
Деревня Долгое, как и вся Курская область, находится в часовой зоне МСК (московское время). Смещение применяемого времени относительно UTC составляет +3:00.

## Население
| 2002 | 2010 |
| ---- | ---- |
| 394  | ↗437 |

## Улицы
В деревне имеются следующие улицы: Берёзовая, Лазурная, Липовая, Луговая, Мирная, Новая, Радужная, Садовая, Светлая, Солнечная и Тихая.

## Инфраструктура
Личное подсобное хозяйство. В деревне 225 домов.

## Транспорт
Через деревню проходит автотрасса Р-298. Находится на автодорогe межмуниципального значения 38Н-541 (Постоялые Дворы — Долгое), в 5 км от ближайшей ж/д станции Клюква (линия Клюква — Белгород). На август 2020 года действуют автобусные маршруты 455, 111.
В 119 км от аэропорта имени В. Г. Шухова (недалеко от Белгорода).